# 日本尖吻鱸

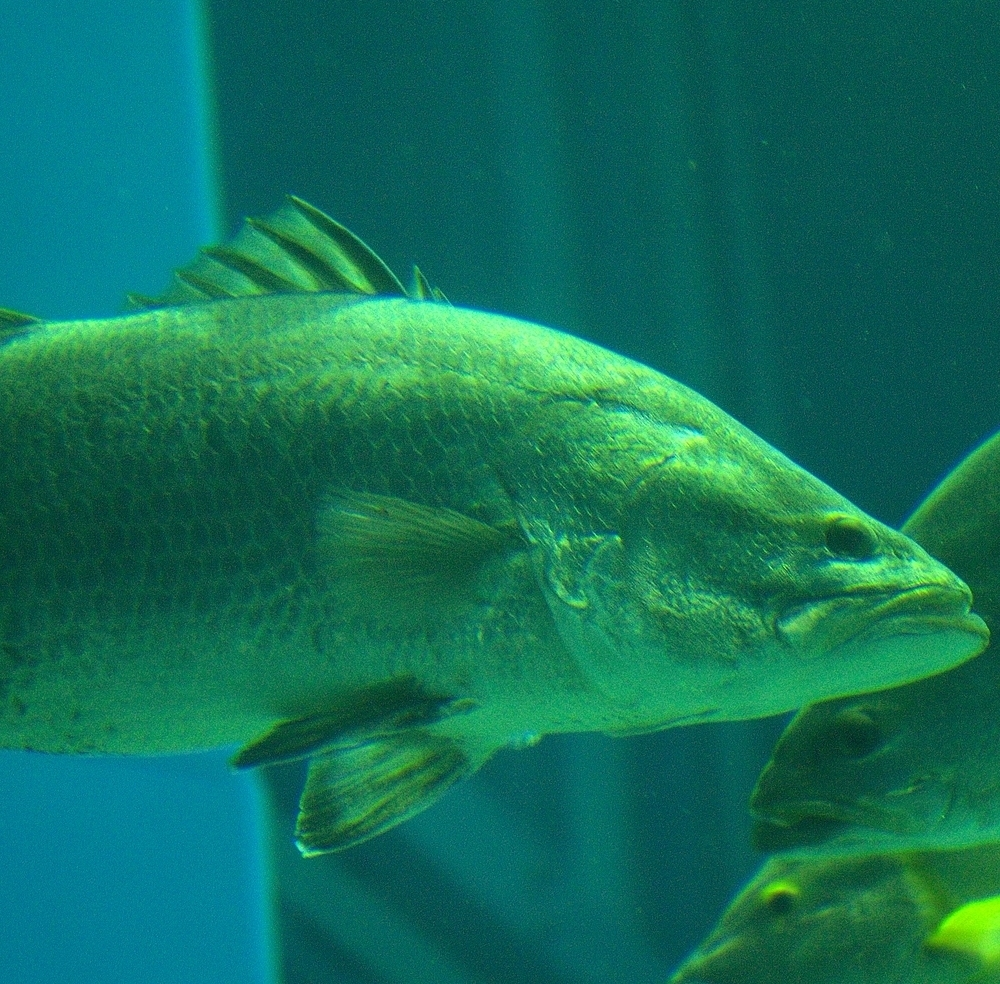

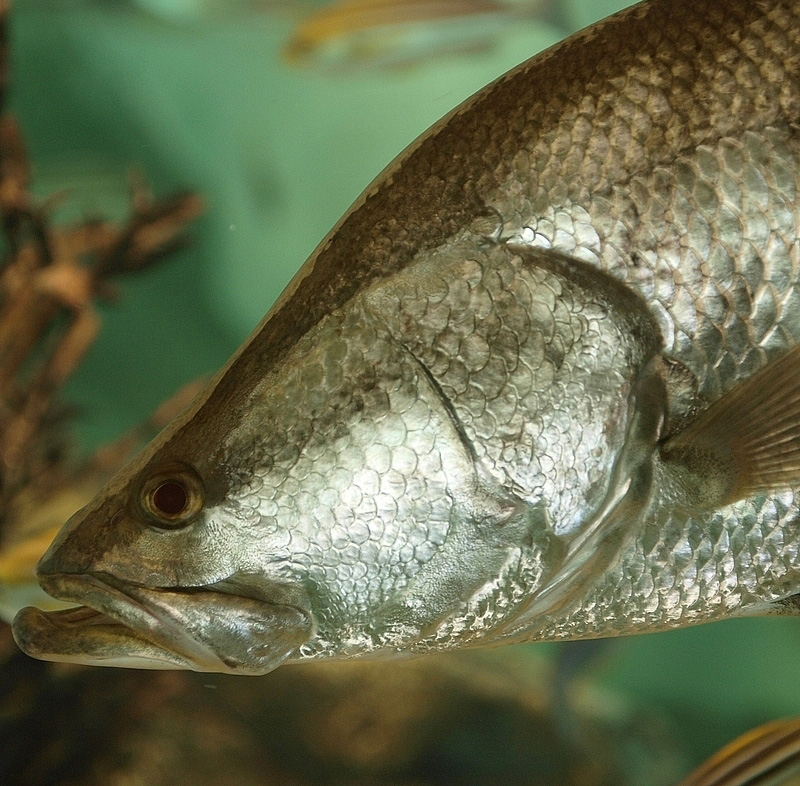

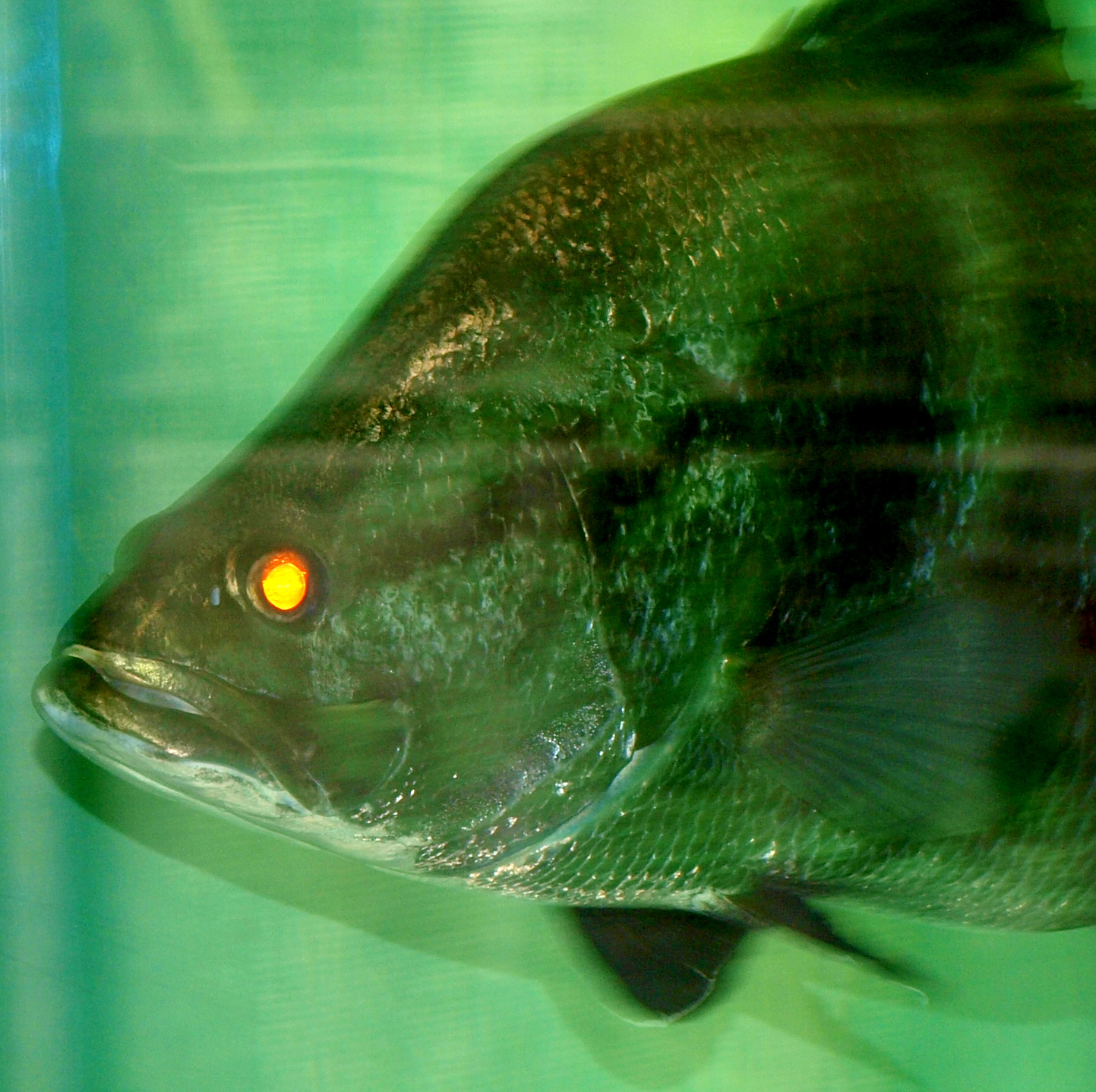

日本尖吻鱸為輻鰭魚綱鱸形目鱸亞目尖嘴鱸科的一種，分布於西北太平洋日本淡水、半鹹水及海域，體長可達130公分，棲息在底層水域，屬肉食性，生活習性不明，可做為食用魚及遊釣魚。

## 擴展閱讀
維基物種上的相關：日本尖吻鱸